# Сільвен Гбоуо
Сільве́н Гбоуо́ (фр. Sylvain Gbohouo, нар. 29 жовтня 1988, Абіджан) — івуарійський футболіст, воротар клубу «Севе Спорт» та національної збірної Кот-д'Івуару.

## Клубна кар'єра
У дорослому футболі дебютував 2008 року виступами за команду клубу «Севе Спорт», кольори якої захищав й до кінця 2014 року, вигравши за цей час три титули чемпіону країни.
На початку 2015 року став гравцем конголезького клубу «ТП Мазембе», вигравши з командою низку континентальних трофеїв.

## Виступи за збірну
6 липня 2013 року дебютував в офіційних матчах у складі національної збірної Кот-д'Івуару грою проти збірної Нігерії. 1 червня наступного року був включений до заявки національної команди для участі у фінальній частині чемпіонату світу 2014 у Бразилії, ставши у її складі єдиним представником івуарійської внутрішньої першості.
Згодом у складі збірної був учасником Кубка африканських націй 2015 року в Екваторіальній Гвінеї та Кубка африканських націй 2017 року у Габоні.

## Досягнення

### «Севе Спорт»
- Чемпіон Кот-д'Івуару: 2012, 2013, 2014
- Володар Суперкубка Кот-д'Івуару: 2012, 2013, 2014

### «ТП Мазембе»
- Чемпіон ДР Конго: 2016
- Володар Суперкубка ДР Конго: 2016
- Переможець Ліги чемпіонів КАФ: 2015
- Володар Кубка конфедерації КАФ: 2016
- Володар Суперкубка КАФ: 2016

### Кот-д'Івуар
- Переможець Кубка африканських націй: 2015